# Gut Schlagbaum
Das Gut Schlagbaum ist eine ehemalige Wasserburg im rechtsrheinischen Kölner Stadtteil Holweide, Schlagbaumsweg 1.

## Lage
Haus Schlagbaum liegt im Südwesten der ehemaligen Gemeinde und heutigen Gemarkung Wichheim-Schweinheim bzw. des Stadtteils Holweide. Auf seiner Ostseite fließt der Faulbach, der früher auch die Gräben der Anlage mit Wasser speiste. Es gehört zu einer ganzen Reihe von Wasserburgen oder wasserumwehrten Rittersitzen im Umfeld des Strunder Baches, den der Faulbach etwa 300 Meter nördlich der Burg unterquert. 700 Meter westlich liegt Haus Herl, 1200 Meter nördlich die Isenburg. Aus seiner Lage und den früheren, sumpfigen Bodenverhältnissen rührte der ursprüngliche Name „zum Lacher Broch“ her.

## Geschichte
Aufgrund mangelhafter Überlieferung liegt die Geschichte der Anlage weitgehend im Dunkeln. Das ehemalige „freiadelige Gut zum Lacherbroch oder zum Schlagbaum genannt“ (1741) führte noch in der Zeit vor 1600 auch den Namen „Schiederichs Güter“. 
1381 wurde unter den zehn Geschworenen des Hofes Herl auch ein „Johann van Lach“ genannt. Im Jahre 1589 stand der Kirche in Merheim eine Zehntzahlung aus dem Gut des Lizentiaten Mulert zu Mülheim zu und in der ersten Hälfte des 16. Jahrhunderts waren die „Lacher und Broicher Güter“ in den Fronhof Rolshoven (Deutz) lehnrührig, mussten also an diesen ihre Abgaben aus dem bestehenden Lehnsverhältnis entrichten. Der Fronhof wiederum gehörte der Kölner Benediktinerabtei St. Pantaleon. 1608 wurde ein „Junker Suderman“ als Steuerpflichtiger genannt und im Jahr 1615 „Hermann Suderman“ durch das Hofgericht Rolshoven mit dem Gut belehnt. Der bei Huck als Vorgänger von Suderman und Mulart auch genannte „Konrad Lindworm“ ist bei vorliegender Quellenlage nicht genealogisch einzuordnen. Doch waren die Eigentümer des Gutes nicht nur ihrem Lehensherren steuerpflichtig, sondern spätestens in der ersten Hälfte des 16. Jahrhunderts auch dem Herzog von Berg, gehörte doch das Botenamt Merheim, in dem auch Schlagbaum lag, zu deren Amt Porz. Aus der Grenzlage nach Westen innerhalb des Herzogtums resultierte dabei auch der spätere Name „Schlagbaum“ als Benennung einer Zollhebestelle bei Übergang in das kurkölnische Amt Deutz.
Die Familie Schiderich ist seit dem 12. Jahrhundert in Köln nachweisbar und bekleidete dort hohe Stellungen als Burggrafen, Schöffen und Bürgermeister. Im Jahr 1397 heiratete „Elisabeth von Schiderich“ († 1428), Tochter des „Arnold Schiderich“ und der „Elisabeth Schiderich, geb. von Blitterswigh“ den „Hermann Mylius“, Wappenträger des Grafen Friedrich von Moers. Ihre Urururenkelin „Elisabeth Mylius“ (* 1542) wiederum ehelichte den obigen Lizentiaten Mulart, „Hermann Mulartz sive Muller“ († 6. Dezember 1578 Monheim am Rhein, ertrunken im Rhein). Ihre Tochter „Margarethe Mulartz“ brachte das Gut dann durch Heirat an den genannten „Hermann von Suderman“. Mit ihrem Sohn, dem Augustinermönch „Hermann von Suderman“ starb die Linie ihres Mannes jedoch bereits 1639 aus.
Offensichtlich gelangte das Gut in der Folge in den Besitz der Kölner Familie „von Deutz“, die seit dem späten 16. Jahrhundert dort wiederholt Ratsherren, Kirchmeister und andere Würdenträger stellte. Denn im Jahr 1741 verkauft die unverheiratete „Anna Margaretha Constantia von Deutz“, als das einzig verbliebene Kind der Eheleute „Heinrich Christoph von Deutz“ (1639–1711), Kriegs-Kommiß, Ratsherr und Stimmeister zu Köln, Kolonel-Leiutnant, Assessor der Freytags-Rentkammer und Kirchmeister der Pfarrkirche St. Johann Baptist und der „Helena Constantia von Deutz, geb. Schülgen“ (1636–1712) Schlagbaum für 2.000 Taler an ihren Cousin „Johannes Christoph Joseph Rensing“ (1687–1766). Doch auch dieser verstarb als Kanoniker des Kölner Stifts St. Maria ad Gradus ohne eigene Nachkommen.
Augenscheinlich verblieb das Hofgut aber in privatem Eigentum, denn unter den säkularisierten Grundgütern wird es nicht geführt. Spätestens ab 1805 sind der aus Thurn stammende Wilhelm Krein und dessen von dem benachbarten Haus Herl gebürtige Ehefrau Christina Pohl auf Haus Schlagbaum wohnhaft. Ihr Sohn Peter Joseph Krein stirbt als Gutsbesitzer auf Gut Schlagbaum am 7. Februar 1883. Zu Ende des 19. Jahrhunderts befindet sich Schlagbaum dann im Besitz des Kölner Ziegelfabrikanten Johann Baptist Wahlen (1850–1927), der das Gut als Sommerwohnung nutzt. Während der Wahlen'schen Zeit (1890er Jahre) wurde auch vis-á-vis eine Ringofenziegelei erbaut. In den frühen 1920er Jahren ist ein Ludwig Leuffen Eigentümer auf Schlagbaum, bevor die Stadt Köln den Besitz übernimmt.
Nach Ende des Zweiten Weltkriegs lebten zunächst ehemalige polnische Zwangsarbeiter in dem kriegsbeschädigten und durch die Zeitläufe heruntergekommenen Anwesen. Im Jahr 1950 gab die Stadt Köln das Areal vier Kunsthandwerkern als Erbbauberechtigte, die in der Folge die Schäden beseitigten und die Gebäude wiederherstellten. Im Rahmen des Wiederaufbaus wurde das abgebrannte Gutshaus nicht wieder errichtet. Die inzwischen in Privatbesitz übergegangene Anlage wird außer zu Wohnzwecken unverändert als Domizil für freischaffende Künstler genutzt.
Als landwirtschaftliches Gut kann Schlagbaum bei seiner geringen Größe (1764: 58 Morgen) nie von Bedeutung gewesen sein, es wurde aber nachweislich bereits im 17. Jahrhundert als Pachtgut gehalten und folglich nicht von den Besitzern selbst bewohnt.

## Beschreibung
Von der ursprünglichen Burganlage hat sich lediglich ein Teil der Vorburg mit Eckturm und Toreinfahrt erhalten, die aus dem 16. Jahrhundert stammen. Möglicherweise in Anlehnung an angrenzende Gewannen- und heutige Straßenbezeichnungen, die den Namen „Paradies“ beinhalten, befindet sich über dem Tor ein Adam und Eva darstellendes Renaissancerelief, umgeben von Kartuschwerk und Fruchtgehängen. Daneben, im selben Baustil, ein Fenster mit Steinpfosten. Das einstige Vorhandensein einer Zugbrücke ist noch erkennbar, von den Wassergräben fehlt jedoch jede Spur. Auf Grund der starken baulichen Veränderungen nach 1945 steht das Objekt nicht unter Denkmalschutz.